# Luis Miranda Podadera
Luis Miranda Podadera (Madrid, 1889 - Pedreña, Santander; 4 de agosto de 1969) fue un escritor y pedagogo español.

## Biografía
Tuvo un tío obispo que le hizo ingresar en el seminario de Comillas, pero se salió y mientras vendía quincallería en el tren del Cantábrico estudió y sacó la oposición de Funcionario del Cuerpo de Correos, siendo destinado a Potes en 1912. Se casó con la santanderina Encarnación Fernández-Villarrenaga, de la que tuvo un hijo y dos hijas, y montó en Santander una academia de Lengua Española para opositores, con cuyo fin empezó a elaborar complejos y enrevesados libros de texto para la misma, tratados teórico-prácticos de ortografía, sobre todo, pero también de gramática y redacción, que conocieron un éxito y fama sin precedentes, haciendo rico a su autor ya antes de la Guerra Civil, como cuenta su nieto José Luis Miranda en la única biografía disponible sobre este personaje.:
Tenía dos coches, chófer, casa en el pueblo de Pedreña y una parcela en la Ciudad Lineal de don Arturo Soria de Madrid, a quien conocía personalmente y a cuyas recepciones acudía con sus dos hijas y en donde debatía con D. Julio Casares y otros académicos. Esta parcela tenía la friolera de cuatro mil metros cuadrados y en ella construyó una casa y la de los guardeses. El Alzamiento Nacional le pilló en Santander, que era zona republicana, y como mi abuelo era hombre acaudalado, religioso y por conclusión fascista, fue apresado por la noche en su casa y trasladado a la "checa" o cárcel del pueblo de Pedreña [...] Un coronel republicano agradecido y amigo suyo acudió a socorrerle y le liberó de su prisión y de un posible "paseo" por el faro de Cabo Mayor de Santander [...] Huyó a San Juan de Luz, desde donde, a mediados de la contienda, retornaría a Burgos y, cuando finalizó la guerra, recuperó su casa de Pedreña.
Luis Miranda escribió asimismo libros de divulgación para turistas sobre el Museo del Prado, Madrid, El Escorial y Toledo. La mayoría de sus títulos se reimprimieron continuamente (casi todos pasaron con mucho las veinte reimpresiones) y fueron cada vez corregidos y ampliados, incluso tras su muerte, por otras personas. Sin duda su obra más famosa es la Ortografía práctica de la lengua española (1921). Perteneció a la Real Academia de Bellas Artes y Ciencias Históricas de Toledo. Murió en su residencia de verano de Pedreña, provincia de Santander, el 4 de agosto de 1969, y fue enterrado en Madrid.

## Obras (incompleto)
- Tratado teórico práctico de oraciones y acentuación gramaticales: arreglado para la preparación a ingreso en los cuerpos de Correos y Telegrafos 1912.
- Tratado teórico y práctico de Análisis Gramatical: para oposiciones, 1919.
- Ortografía práctica de la lengua española, 1921, primera edición; reimpreso y actualizado innumerables veces.
- Análisis gramatical para oposiciones con las últimas modificaciones de la Real Academia Madrid: Rubiños, 1921, 5.ª ed., muy reeditado y ampliado.
- Para ver Madrid en diez días, 1923.
- Guides and plans of Madrid and El Escorial: Trips to Avila, Segovia, Aranjuez, 1925.
- Museo del Prado / Prado Museum / Musée du Prado... Madrid: Librería y Casa Editorial Hernando, 1930, trilingüe.
- A trip to Toledo: map and guide of the historical city, with views and itinerary to be followed by the tourist, Tip. artistica, 1900; en español la cuarta edición es Un viaje a Toledo. Plano y Guía de la histórica ciudad, con fotograbados y recorrido para el turista. Madrid: Villa Miranda, 1930; traducido al francés como Un voyage á Tolède, 1953, al alemán Eine Reise nach Toledo: Führer und Karte der historischen Stadt, Madrid: Editorial Hernando, 1954.
- Curso de redacción, Madrid, 1936.
- Prácticas de análisis gramatical para oposiciones, institutos, escuelas de comercio y escuelas normales 1941.
- Cuestiones lógico-gramaticales cuyo planteamiento o disquisicion aclara dudas y resuelve extremos confusos sobre prosodia y ortografía, morfología y sintaxis, Madrid: Hernando, 1944
- Ortografía práctica: con nociones de Paleografía, Madrid: Editorial Hernando, 1965.
- Cuestiones gramaticales: planteamiento, examen y disquisición sobre extremos dudosos o confusos en la doctrina gramatical: aditamento al estudio de la gramática española para la mejor comprensión de sus teorías, Madrid: Hernando, 1967.